# Elena Larrauri Pijoan
Elena Larrauri Pijoan és una criminòloga barcelonina, catedràtica de dret penal i criminologia a la Universitat Pompeu Fabra i especialista en l'anàlisi de la violència de gènere des de la criminologia crítica. Larrauri va estudiar dret a la Universitat de Barcelona i es va doctorar a la Universitat Autònoma de Barcelona. Des d'aleshores s'ha dedicat a la docència universitària i a la recerca sobre criminologia, sent l'autora de molts articles científics, publicacions en revistes especialitzades i llibres.
Les seves principals línies de recerca són el sistema penitenciari, els antecedents penals, les penes comunitàries i el sistema penal. A més, ha ocupat càrrecs de responsabilitat en diverses institucions.
Larrauri ha estat professora titular de Dret Penal i Criminologia a la Universitat Autònoma de Barcelona i professora visitant en diverses universitats espanyoles i estrangeres, entre les quals destaquen l'All Souls College, de la Universitat d'Oxford (Anglaterra, 2013-2014) i l'Institut de Criminologia de la Universitat d'Hamburg (Alemanya,1993-1994). Com investigadora participa activament en xarxes internacionals de recerca. Ha realitzat estades al Center for the Study of Law & Society de la Universitat de Berkeley, a la Facultat de Dret de la Universitat de Nova York, a l'Institut de Criminologia d'Oslo o a la Facultat de Dret de la Universitat Hebrea de Jerusalem (Israel, 1988).
Larrauri ha ocupat la presidència de la Societat Europea de Criminologia, és fundadora i directora del Grup de Recerca en Criminologia i Sistema Penal de la Universitat Pompeu Fabra i dirigeix la secció de Criminologia i Sistema penal de la Revista InDret.
Dins de les beques que li han estat atorgades, destaquen les concedides per la Fundació Alexander von Humboldt (1989-1991; 1993; 2002) i la beca de la Fundació Fulbright-La Caixa (1986-1987). Ha rebut el Premi Rafael Salillas (Societat Espanyola de Recerca Criminològica, 2007).

## Publicacions
- Larrauri E. (2015) Introducción a la criminología y al sistema penal Arxivat 2016-06-19 a Wayback Machine., Madrid, Trotta, 248 pp. ISBN 978-84-9879-602-5
- Larrauri E. & Blay E. (coords.) (2011) Las Penas comunitarias en Europa, Madrid, Trota, 128 pp. ISBN 978-84-9879-227-0
- Larrauri E. & Cid J. (2001) Teorías criminológicas. Explicación y prevención de la delincuencia, Arxivat 2016-08-11 a Wayback Machine. Barcelona, Bosch, 283 pp. ISBN 978-84-9090-015-4
- Larrauri E. & Adams, K. L. (1994) Mujeres, derecho penal y criminología Arxivat 2016-09-21 a Wayback Machine., Madrid, Siglo XXI editores, 195 pp. ISBN 978-84-323-0834-5
- Larrauri E. (1991) La herencia de la criminología crítica Arxivat 2016-09-21 a Wayback Machine., Madrid, Siglo XXI editores, 266 pp. ISBN 9788432307294
- Diverses publicacions en revistes especialitzades.[6][3]